# Сарата-Басараб
Сарата-Басараб (рум. Sarata-Basarab) — село у повіті Ботошані в Румунії. Входить до складу комуни Хенешть.
Село розташоване на відстані 396 км на північ від Бухареста, 35 км на північний схід від Ботошань, 96 км на північний захід від Ясс.

## Населення
За даними перепису населення 2002 року у селі проживали 472 особи, усі — румуни. Усі жителі села рідною мовою назвали румунську.